# Port lotniczy Kiejdany
Port lotniczy Kiejdany (lit. Kedainianios aerodromas, kod ICAO EYKD) – wojskowy port lotniczy zlokalizowany w miejscowości Kiejdany (Litwa). Obecnie jest nieużywany.